# Sint-Martens-Lennik
Sint-Martens-Lennik is een dorpje in de Belgische gemeente Lennik, gelegen in het Pajottenland in het westelijk deel van de provincie Vlaams-Brabant. Martinus van Tours (316 - 397) is de patroonheilige van Sint-Martens-Lennik. Sint-Martens-Lennik was een zelfstandige gemeente tot aan de gemeentelijke herindeling van 1977.
Men begon de bouw van een hooggotische kerk in de 12de eeuw en eindigde in de 15de eeuw; de oudste delen van de kerk zijn romaans.

## Geschiedenis
Sint-Martens-Lennik zou net als Sint-Kwintens-Lennik ontstaan zijn uit een Romeinse nederzetting met dit verschil dat Sint-Martens-Lennik ontstond als vrije nederzetting van boeren en ambachtslieden.
Het werd een Frankische nederzetting in de tweede helft van het eerste millennium. De toewijding van de parochiekerk aan Sint-Martinus, een centrale figuur uit de vroeg-middeleeuwse kerstening zet deze hypothese kracht bij.
Tot 1514 bleef de Sint-Martinuskerk een dochter van de Sint-Kwintinuskerk en berustte het patronaatsrecht bij de abdij van Nijvel. Sint-Martens werd in 1514 een afzonderlijke parochie.

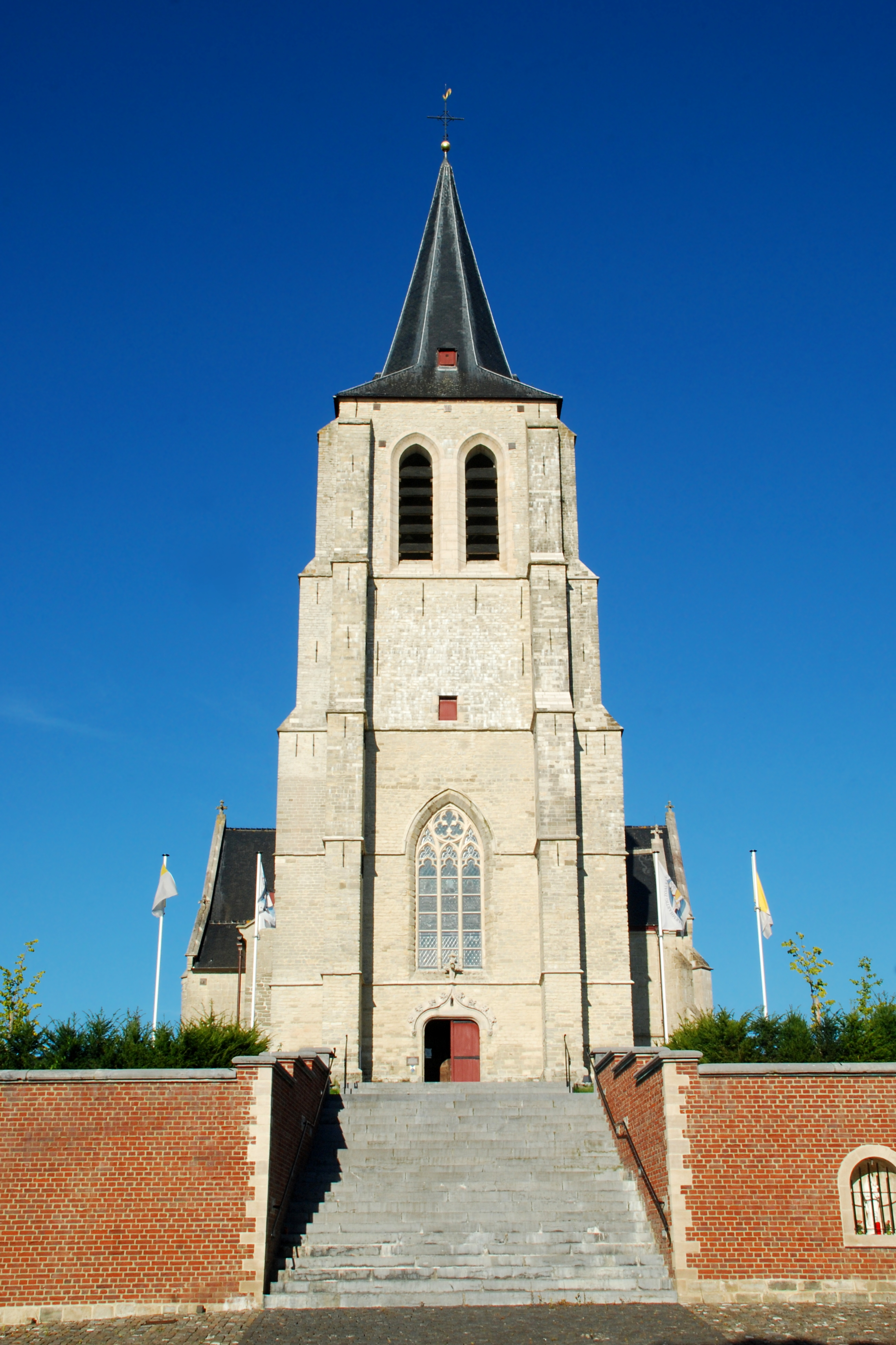
Sint-Martinuskerk in Sint-Martens-Lennik

Sint-Martens-Lennik had geen marktpIein met omliggende gebouwen zoals Sint-Kwintens-Lennik. Het kon vooral prat gaan op zijn vele grote pachthoven rondom het dorpscentrum en in de buitenwijken gelegen. In Sint-Martens werd jaarlijks jaarmarkt gehouden op de feestdag van Sint-Maarten in de kasteelweiden. Dat deze een uitvloeiing van de markt van Sint-Kwintens was bewijst het weeg-en lepelrecht, dat de kerkfabriek en de H. Geesttafel van Sint-Kwintens er hieven. Deze jaarmarkt kan zeer oud zijn en wordt als een compensatie voor Sint-Martens aangezien.
Toen de Fransen in 1792 de Nederlanden inpalmden werd het land volgens Frans voorbeeld ingedeeld in departementen, arrondissementen, kantons en gemeenten.
Sint-Martens-Lennik werd een zelfstandige gemeente en werd de hoofdplaats van een kanton. In 1822, onder het Verenigd Koninkrijk der Nederlanden, wordt het kanton Herne afgeschaft en toegevoegd aan Sint-Martens-Lennik.
In 1845 verscheen een besluit waarbij de vrederechters verplicht werden in de hoofdplaats van het kanton te wonen. De toenmalige vrederechter vond evenwel geen behoorlijk onderkomen in Sint-Martens-Lennik. Toen drukte de provincieraad van Brabant, onder impuls van advocaat F.J. De Gronckel (uit Sint-Kwintens-Lennik en ook de “uitvinder” van het Pajottenland,) de wens uit dat Sint-Kwintens-Lennik zou worden aangeduid als hoofdplaats van het kanton. Deze wijziging kwam er in 1848.
Tijdens het Verenigd Koninkrijk werd in 1826 het grondgebied van Schepdaal afgesplitst van Sint-Martens-Lennik en werd het een zelfstandige gemeente.
Sinds 1977 maakt Sint-Martens-Lennik deel uit van de fusiegemeente Lennik.

## Bezienswaardigheden

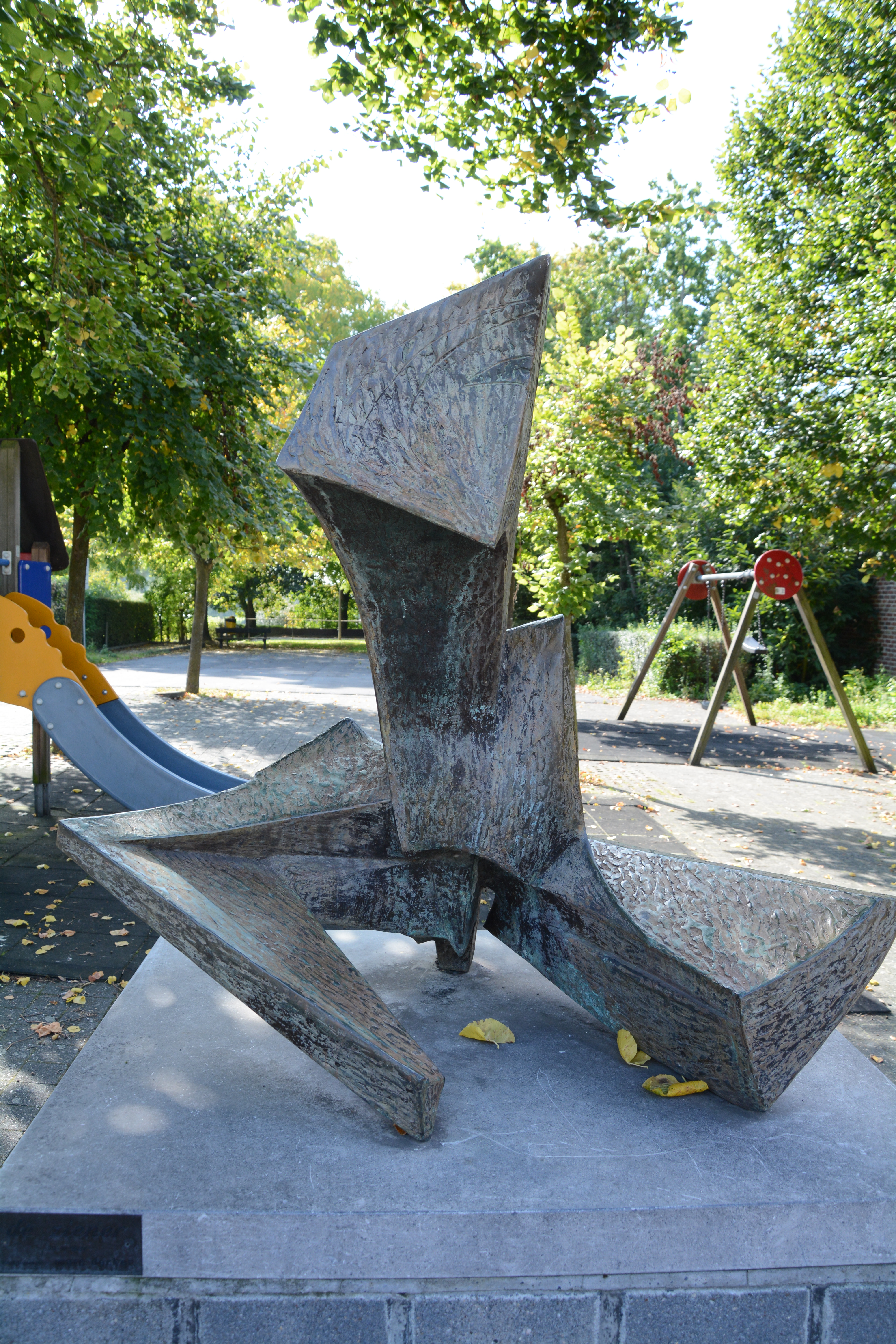
De Ziener door Marc Decker

- De Sint-Martinuskerk, beschermd samen met ommuurd kerkhof
- De Onze-Lieve-Vrouwekapel, een 18e-eeuwse pijlerkapel
- Het Waterhof (aan de Bossuitstraat), een hoeve uit de 18e eeuw
- Het Kasteel van Schepdaal aan de Scheestraat, op het grondgebied van Sint-Martens-Lennik
- Verscheidene gesloten hoeven uit de 18e en 19e eeuw
- Twee modernistische woonhuizen (privé) ontworpen door de vooruitstrevende architect Willy Van Der Meeren, beschermde monumenten.
- Verscheidene als monument beschermde knotbomen (houtige beplanting met erfgoedwaarde)
- Het beeld De Ziener vervaardigd door Marc Decker
- In Sint-Martens-Lennik ligt ook de school het Sint-Godelieve-Instituut (Kapelle-op-den-Bos)

## Natuur en landschap
Sint-Martens-Lennik ligt op een hoogte van 41-61 meter, op de waterscheiding van Dender en Zenne.

## Demografische ontwikkeling
- Bronnen:NIS, Opm:1831 tot en met 1970=volkstellingen; 1976 = inwoneraantal op 31 december

## Bekende inwoners
- Valentin Brifaut, (1875-1963), was advocaat, volksvertegenwoordiger en senator, actief in Katholieke bewegingen. Verbleef op het kasteel van Schepdaal (gelegen op grondgebied van Sint-Martens-Lennik).
- Arie Haan, voormalig Nederlands voetballer,speelde achtereenvolgens voor RSC Anderlecht (1975 - 1981) en Standard Luik (1981 tot 1983).Woonde in de wijk Olmenpark.
- Jef Houthuys (1921-1991),nationaal voorzitter van het ACV. Woonde in de wijk Olmenpark.
- Maurice Roelants (1895-1966), romanschrijver en dichter. Woonde in de wijk Tomberg
- Willy Sommers, ereburger Lennik, Vlaamse zanger en televisiepresentator.
- Herman Van Dormael, ereburger Lennik, gewezen conservator van het Kasteel van Gaasbeek. Woonde in de Brusselsestraat.
- Joris Van Hauthem, was een Belgisch Vlaams-nationalistisch politicus.
- Piet Vanthemsche, was o.a. voorzitter van de Belgische Boerenbond.

## Lijst van Burgemeesters voor de fusie
- Charles François Van Stalle
- Franciscus Van der Straeten
- Joannes Baptista Vermoesen
- Petrus Joannes O, (1793-1871), was burgemeester van 1862 tot zijn dood in 1871.[1]
- Joannes Goossens, (? - 1895), was burgemeester van 1877 tot zijn dood in 1895.
- Petrus Vandroogenbroeck
- Gerard Borremans

## Nabijgelegen kernen
Gaasbeek, Sint-Kwintens-Lennik, Sint-Gertrudis-Pede, Schepdaal, Eizeringen